# Заверце (станция)
Заверце  (пол. Zawiercie) — пассажирская и грузовая железнодорожная станция в городе Заверце, в Силезском воеводстве Польши. Имеет 3 платформы и 4 пути. Относится по классификации к категории B, т.е. обслуживает от 1 до 2 миллионов пассажиров ежегодно.
Станция построена на линии Варшаво-Венской железной дороги, когда эта территория была в составе Царства Польского. Теперешнее здание вокзала построено в 1899 году.
На карте Царства Польского за 1847 год, станция отсутствует.
В 1850 году в отчёте по эксплуатации Варшавско-Венской жд данный пункт указывается как "пристанище".
В 1867 году станции присвоен 3-й класс., в 1868 году станции присвоен 2-й класс, в 1889 году у станции 3-й класс.
В 1873 году на станции расширен вокзал и пристроен двух-этажный флигель.
В 1875 году устроен  подъездной путь в прядильный завод Гинсберга, длиной 0,772 версты
В 1898 году от станции был проложен подъездной путь в стекольный завод Рейха "Заверце", длиной 0,369 вёрст.
В 1901 году пп: 1) к фабрике клея АО "Конкордия", длиной 0,774 версты,в 1910 году  фабрика клея АО "Конкордия" переименована в "Борове поле" Ю.Ляндау, 2) к бумагопрядильному заводу "Заверце", длиной 0,696 версты, 3) к магазину Общ "Поремба", длиной 0,424 версты, 4) к фабрике портланд-цемента АО "Огродзенец", длиной 7,868 верст.
В 1903 году пп в асфальтовый завод Раппопорта, Лескевича и Кунце, длиной 0,180 вёрст, от версты 1,009 ветви к фабрике "Огродзенец", в завод АО Сосновицких трубопрокатных заводов Гульдшинского, длиной 2,600 версты.
В 1912 году пп к фабрике "Век", длиной 1,497 версты.